# Quarnevalen

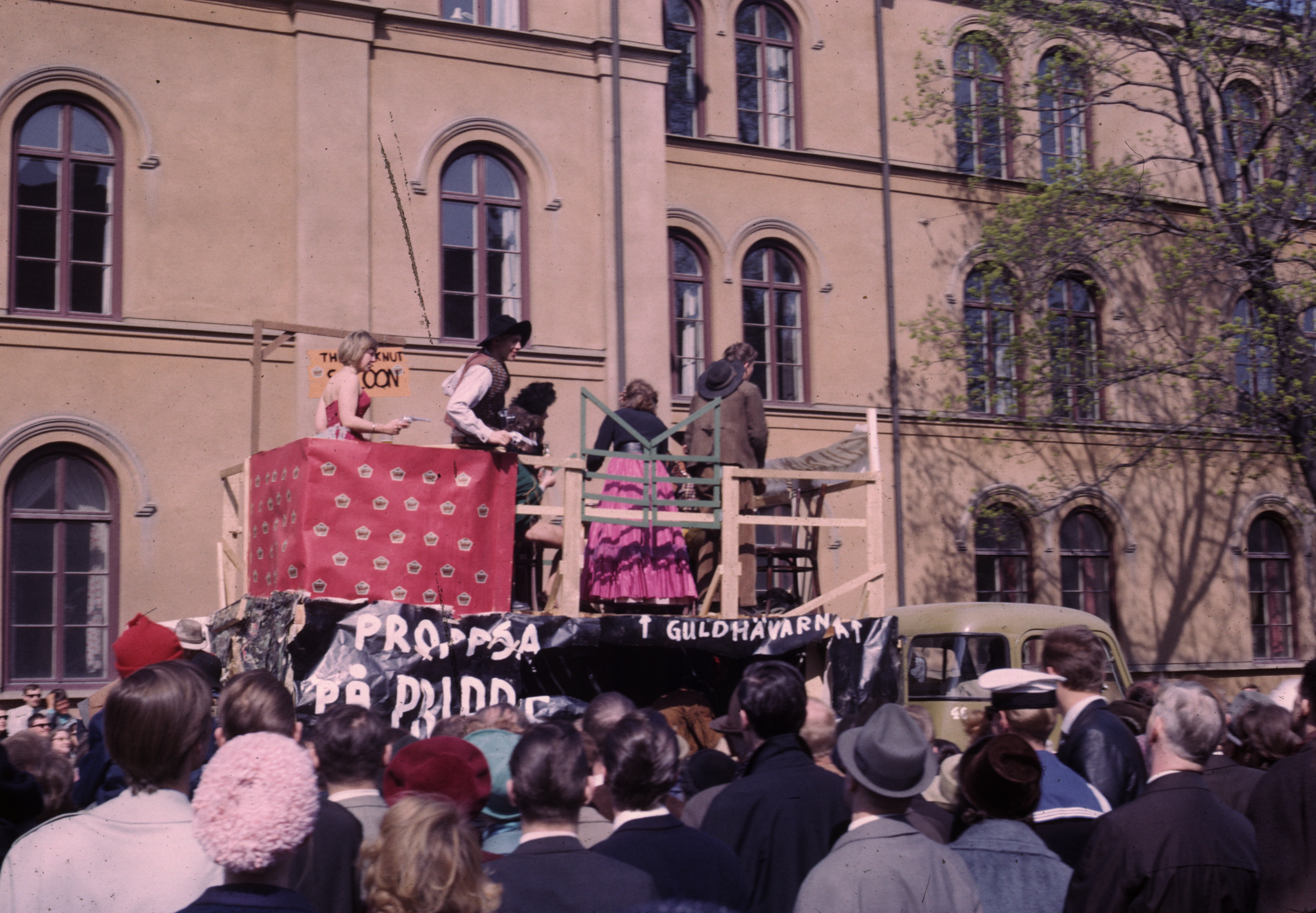
Umzug 1965

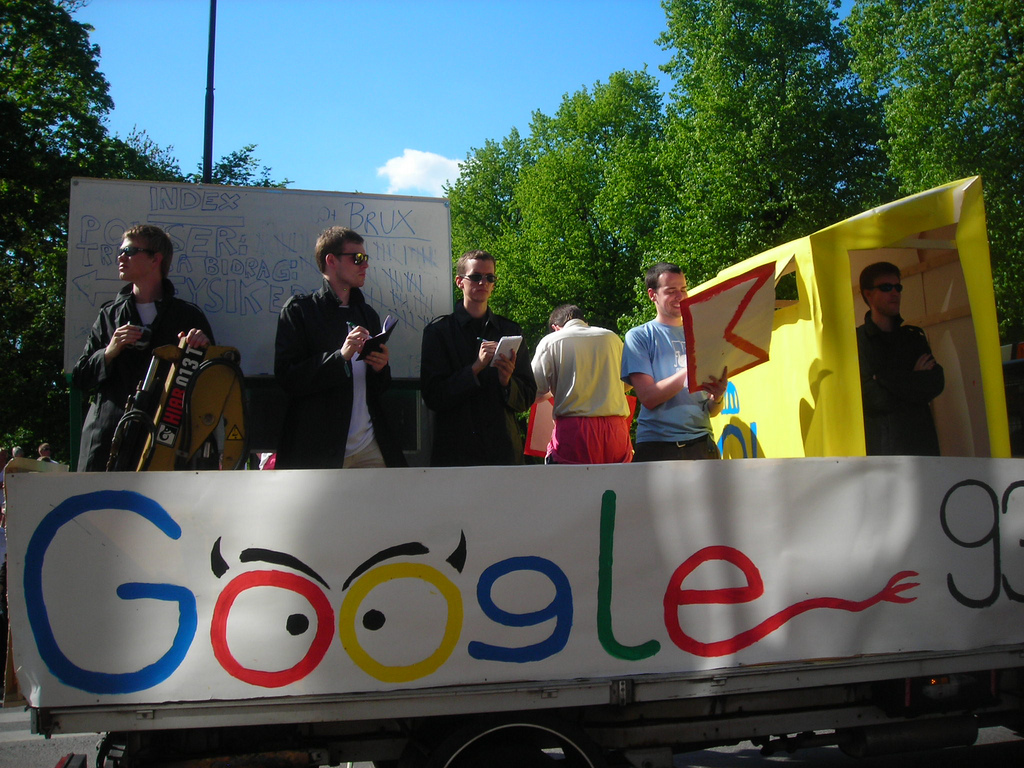
Motivwagen zu Google im Umzug 2008

Quarnevalen ist ein traditionsreicher Umzug durch Stockholm, der seit 1910 veranstaltet wird. Er findet heute alle drei Jahre im Mai statt und versteht sich als Mischung einer schwedischen Parodie des Karnevals in Rio und Studentenulk, bei dem aber auch ernsthafte Themen angesprochen werden, wie etwa im Jahre 2005 die Schwedische U-Boot-Affäre.
Der Umzug gilt als größte studentische Veranstaltung Europas mit 1000–1500 aktiven Teilnehmern in etwa 100 Gruppen und Themen. Er verläuft über eine vier Kilometer lange Strecke durch die Innenstadt und wird von etwa 400.000 Zuschauern gesäumt. Der Vorbeizug dauert etwa zwei Stunden.
Der ehrenamtliche Veranstalter Quarnevalsstaben setzt sich wie die Teilnehmer vor allem aus Studenten zumeist der Stockholmer Hochschulen zusammen. Die Veranstaltung hat einen gemeinnützigen Charakter. Jeder kann Vorschläge zur aktiven Teilnahme einreichen, aus denen aber nur die interessantesten und verrücktesten Ideen ausgewählt werden. Von den oft in abenteuerlicher Weise zusammengebauten Motivwagen überstehen nicht immer alle den Umzug. Es sind stets auch Tanz- und Musikgruppen beteiligt.